# David Gantar

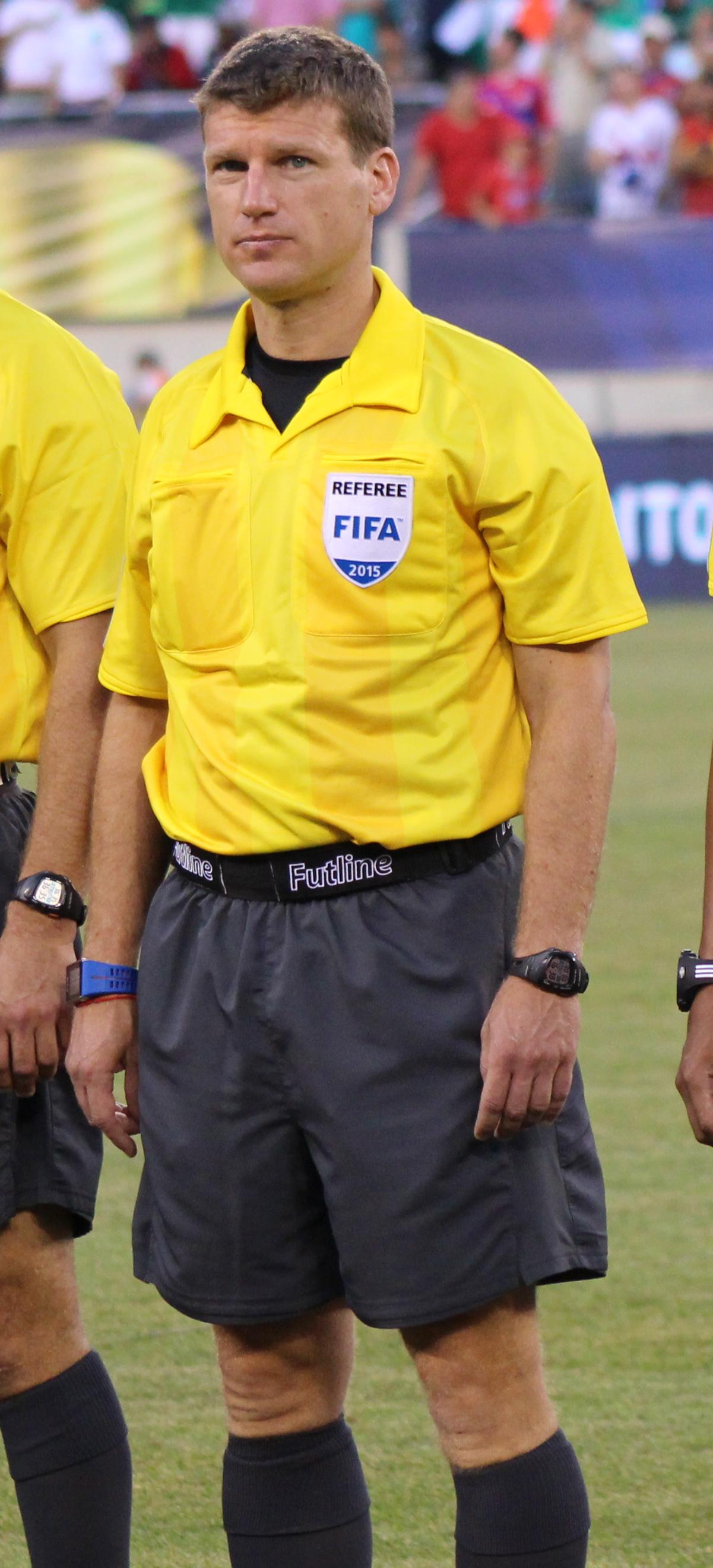
David Gantar (2015)

David „Dave“ Gantar (* 27. Juni 1975 in Edmonton) ist ein ehemaliger kanadischer Fußballschiedsrichter.
Gantar wuchs in Edmonton auf. Er begann 1987 als Schiedsrichter. Gantar leitete von 2010 bis 2021 Spiele in der Major League Soccer (MLS). Insgesamt hatte er mindestens 100 Einsätze. Zudem leitete er Spiele in der Canadian Premier League und in der North American Soccer League (NASL).
Von 2011 bis 2021 stand Gantar auf der Liste der FIFA-Schiedsrichter und leitete internationale Fußballspiele, unter anderem in der CONCACAF Champions League.
Beim Gold Cup 2011, Gold Cup 2013 und Gold Cup 2015, die alle in den Vereinigten Staaten ausgetragen wurden, leitete Gantar jeweils ein Spiel in der Gruppenphase. Beim Gold Cup 2021 war Gantar als Videoschiedsrichter im Einsatz.
Nach der Saison 2021 beendete Gantar seine aktive Schiedsrichterkarriere. Sein letztes Spiel war das Finale der Canadian Championship 2021.